# هوجی یونکورا
هوجی یونکورا (انگلیسی: Hoji Yonekura؛ زادهٔ ۳ اکتبر ۱۹۴۴) بوکسور اهل ژاپن بود.